# Begonia racemiflora
Espèce
Begonia racemiflora est une espèce de plantes de la famille des Begoniaceae. Ce bégonia est originaire du Mexique. L'espèce a été décrite en 1938 par Charles Chevalier (1873-1963), à la suite des travaux de Eduard Ortgies (1829-1916). L'épithète spécifique racemiflora vient du latin racemus, raisin, et signifie « dont les fleurs forment des grappes (racèmes) ».  

## Répartition géographique
Cette espèce est originaire du pays suivant : Mexique.